# نوكيا 5220
نوكيا 5220 (بالإنجليزية: Nokia 5220)‏، هو هاتف من إنتاج شركة نوكيا من عائلة إكسبريس ميوزيك، تم إصداره عام 2008.

## المواصفات

### الشاشة
الشاشة بقياس 2 إنش، بدقة عرض 240 × 320 بكسل، وكثافة شاشة 200 بكسل في الإنش الواحد، وتقنية العرض هي تي إف تي إل سي دي (TFT LCD).

### الكاميرا
الكاميرا الخلفية بدقة 2 ميغابكسل، وفيها موقت زمني ودقة تصوير الفيديو هي 144 × 176 بكسل، وقادرة على التكبير الرقمي أربعة أضعاف.

### الذاكرة
الجهاز فيه ذاكرة داخلية سعتها 30 ميغابايت، وقادر على استقبال ذاكرة خارجية سعتها 8 غيغابايت.

### الصوتيات
فيه تقنيات مثل إم بي 3 وMp4 و AAC وWMA، والجهاز قادر على التسجيل الصوتي، ولديه ميزة مكبر الصوت الستيريو.

### الإنترنت
متصفح الإنترنت في الجهاز هو أوبرا ميني، ومن تقنيات التراسل: MMS وPOP3.

### الاتصال
الجهاز هو من الجيل الثاني للاتصالات، ويحمل ميزة اضغط وتحدث التي توفرها بعض شركات الاتصالات، والتي تتيح الاتصال هاتفيا بشكل أحادي الجانب.

### جسم الجهاز
كتلة الجهاز 78 غرام، وأبعاده هي: 10.5 مليمتر سمكا، و43.5 مليمتر عرضا، و108 مليمتر طولا.

### باقي المواصفات
بطاريته بسعة 1020 ملي أمبير، ويشغل راديو إف إم، ومدخل سماعة الرأس بقطر 3.5 مليمتر.